# Karlstads domkyrkoförsamling
Karlstads domkyrkoförsamling är en församling i Domprosteriet i Karlstads stift. Församlingen ligger i Karlstads kommun i Värmlands län och ingår i Karlstads pastorat.

## Administrativ historik
Församlingen bildades 5 mars 1584 under namnet Karlstads stadsförsamling genom en utbrytning ur Tingvalla församling som samtidigt namnändrades till Karlstads landsförsamling. Församlingen införlivade 1934 Karlstads landsförsamling och namnändrades då till Karlstads församling.
Den 1 januari 1962 namnändrades församlingen till sitt nuvarande namn samtidigt som Norrstrands församling omfattande areal av 33,66 kvadratkilometer land och 15 924 invånare utbröts.
1 januari 1992 utbröts Västerstrands församling med 12 201 invånare.

### Pastorat
Församlingen var till 1934 moderförsamling i pastoratet Karlstads stadsförsamling och Karlstads landsförsamling som till 1595 även omfattade Hammarö församling och mellan 1591 och 7 november 1647 även omfatta Grava församling. Fram till 1882 var biskoparna kyrkoherdar i pastoratet, men de ersattes i församlingsarbetet av vice pastorer. Från 1934 till 2014 utgjorde församlingen ett eget pastorat. Från 2014 ingår församlingen i Karlstads pastorat.

## Areal
Efter utbrytningen av Norrstrands församling omfattade Karlstads domkyrkoförsamling den 1 november 1965 (enligt indelningen 1 januari 1966) en areal av 41,69 kvadratkilometer land.

## Kyrkor
- Karlstads domkyrka
- Herrhagskyrkan
- Vikenkyrkan
- Råtorpskyrkan

## Vice pastorer och från 1884 domprostar
| Ämbetstid | Namn                       | Levnadstid | Övrigt |
| --------- | -------------------------- | ---------- | ------ |
| 1679–1683 | Petrus Risell              |            |        |
| 1683–1689 | Johannes Fabrin            |            |        |
| 1689–1697 | Christoffer Grund          |            |        |
| 1697–1711 | Petrus Kjellin             |            |        |
| 1711–1714 | Sveno Rudeen               |            |        |
| 1714–1720 | Elaveus Fryksell           |            |        |
| 1720–1729 | Johannes Kilbom            |            |        |
| 1729–1731 | Erland Faxell              |            |        |
| 1731–1733 | Erik Kjellin               |            |        |
| 1733–1735 | Nils Spak                  |            |        |
| 1736–1741 | Petrus Strokirk            |            |        |
| 1741–1752 | Nils Fjellman              |            |        |
| 1753–1763 | Erik Magnus Florelius      |            |        |
| 1763–1773 | Nils Ascher                |            |        |
| 1773–1785 | Petrus Högvall             |            |        |
| 1785–1790 | Jonas Ifvarsson            |            |        |
| 1790–1794 | Bengt Gustaf Sejdelius     |            |        |
| 1794–1797 | Anders Hedrén              |            |        |
| 1797–1810 | Johan Branzell             |            |        |
| 1810–1820 | Jonas Alsterlund           |            |        |
| 1820–1825 | Anders Kjellberg           |            |        |
| 1825–1837 | Noak Hedrén                |            |        |
| 1837–1838 | Jacob Matthias Freudenthal |            |        |
| 1839–1862 | Lars Fredrik Mellqvist     |            |        |
| 1862–1870 | Johan Peter Höjer          |            |        |
| 1870–1875 | Lars Albert Sjöholm        |            |        |
| 1875–1882 | Johan Linder               |            |        |
| 1882–1884 | Johan Hjalmar Fröding      |            |        |
| 1884–1921 | Gustaf Jakobsson           | 1840–1921  |        |
| 1922–1937 | Carl Bromander             | 1865–1963  |        |
| 1938–1950 | Sven C:son Svenaeus        |            |        |
| 1951–1957 | Gert Borgenstierna         | 1911–1989  |        |
| 1957–1972 | Valter Lindström           |            |        |
| 1972–1982 | Henrik Ljungman            |            |        |
| 1982–2001 | Harry Nyberg               |            |        |
| 2001–2013 | Staffan Kvassman           | 1950–      |        |
| 2013–     | Harald Cohén               |            |        |

## Domkyrkoorganister
| Period             | Namn                     | Levnadstid | Övrigt   |
| ------------------ | ------------------------ | ---------- | -------- |
| (1643/1644-) 1649- | Anders Månsson           |            | Organist |
| 1658–1662          | Jakob Lemwig             | –1662      | Organist |
| 1662–1680          | Daniel Jonsson Kilander  | -ca 1680   | Organist |
| 1680–1684          | Lüdert Dijkman den äldre | 1648–1717  | Organist |
| 1685–1702          | Johan Breman             | –1702      | Organist |
| 1702               | Johan Hultman ?          |            | Organist |
| 1704-1716?         | Andreas Wallengren       | 1680–1716  | Organist |
| 1717–1732          | Axel Montan              | –1732      | Organist |
| 1734–1747          | Johan Anders Leiditz     | 1708–1761  | Organist |
| 1748–1792          | Gabriel Gärtner          | 1715–1792  | Organist |
| 1793–1801          | Anders Piscator          | 1736–1804  | Organist |
| 1801–1840          | Johan Westman            | 1760–1840  | Organist |
| 1840–1851          | Per Anton Hejschman      | 1810–1851  | Organist |
| 1851–1852          | Nils Jonsson Alstergren  | 1830–1886  | Organist |
| 1852–1861          | Frans Oskar Söderström   | 1826–1861  | Organist |
| 1861–1865          | Johan August Nilsson     | 1836–1897  | Organist |
| 1865–1875          | Otto Holmberg            | 1823–1875  | Organist |
| 1877–1922          | Claes Rendahl            | 1848–1926  | Organist |
| 1923-1952          | Otto Nordlund            | 1888–1952  |          |
| 1953–1974          | Olle Ljungdahl           | 1911–1982  |          |
| 1974-1993          | Yngve Sirén              | 1928-1999  |          |
| 1993-2001          | Örjan Andersson          | 1947-2001  |          |
| 2001-2017          | Hans Nordenborg          | 1954-      |          |
| 2017-              | Jörgen Martinson         | 1968-      |          |